# Zengzi
Zēngzǐ, (曾子T, 曾子S, ZēngzǐP, TsengtzuW), nato Zeng Shen (曾參T), nome di cortesia Ziyu (子輿T) (505 a.C. – 436 a.C.), è stato un filosofo cinese discepolo di Confucio.
Gli è attribuita la paternità di una vasta porzione del Grande Studio, compresa la sua prefazione. Si ritiene che i discepoli di Zeng Zi siano stati tra i maggiori compilatori dei Dialoghi di Confucio e di altri classici confuciani. Zeng Zi fu anche uno dei primi cinesi a proporre la teoria della terra rotonda in contrapposizione al modello della terra piatta.